# Женская сборная Англии по кабадди
Женская национальная сборная Англии по кабадди — представляет Англию на международных соревнованиях по кабадди. Управляющей организацией является Федерация кабадди Англии (англ. England Kabaddi Union).

## Результаты выступлений

### Чемпионаты мира (круговой стиль)
| Год  | Победы         | Ничьи          | Поражения      | Место          |
| ---- | -------------- | -------------- | -------------- | -------------- |
| 2012 | не участвовали | не участвовали | не участвовали | не участвовали |
| 2013 | 1              | 0              | 2              | 5              |
| 2014 | 1              | 0              | 2              | 5              |
| 2016 | не участвовали | не участвовали | не участвовали | не участвовали |